# شيرين ساسين
شيرين ساسين ممثلة لبنانية خريجة المسرح.

## أعمالها[1]
- لا قبلك ولا بعدك (2019)
- البيت الأبيض (2018)
- موت أميرة (2018)
- العاصي - البيت الأبيض (ج2) (2018)
- قلبي دق )2015)
- اخترب الحي (2014)
- حلوة وكذابة (2012)
- أجيال (ج1) (2010)